# Algot Gäwerth
Algot Gäwerth, född 11 juni 1924 i Kumla, död 8 juli 1999 i Molkom var en svensk målare, teckningslärare och bandyspelare.
Gäwerth växte upp i Karlstad men återvände till Närke under tonåren där han spelade bandy för Örebro sportklubb under 1940 och 1950-talet. Han spelade bland annat i SM-finalen mot Bollnäs 1950 och deltog i en landskamp samma år. Efter avslutad bandykarriär bosatte han sig i Molkom.
Som konstnär var han autodidakt. Han har medverkat i ett flertal samlingsutställningar bland annat på Värmlands museum, Örebro läns museum, Västerås, USA, Japan, Tyskland, Italien och Danmark. Separat har han ställt ut på bland annat på Karlstad Konsthall, Nämndhuset i Kristinehamn. Varlins Konsthall, Galleri 7:an och Galleri 9:an i Örebro, Aguélimuseet i Sala, Svarta Katten i Gävle, Konsthuset i Stockholm och tillsammans med Eva Karlsson på  Hallagården i Lekeberg 1974.
Hans konst består av motiv utförda i olja, akvarell, tusch i surrealistisk stil. Som illustratör har han utformat Carin Lauths bok Skogens ögon och medverkat i olika dagstidningar. 
Bland hans offentliga utsmyckningar märks emigrantmuseet i residentshuset Karlstad. 
Gäwerth är representerad på Värmlands museum, Karlstads kommun, Värmlands läns landsting, Aguélimuseet i Sala, Prins Carl Filips konstsamling, samt hos Edwin "Buzz" Aldrin.
En minnesutställning med Gäwerths konst visades på Nyeds hembygdsgård.